# Epthianura
Az Epthianura a madarak osztályának verébalakúak (Passeriformes)) rendjébe és a mézevőfélék (Meliphagidae) családjába tartozó nem.

## Rendszerezésük
A nemet John Gould angol ornitológus írta le 1838-ban, az alábbi 4 faj tartozik ide:
- sáfránydalnok (Epthianura crocea)
- skarlátdalnok (Epthianura tricolor)
- hamvas dalnok (Epthianura albifrons)
- narancsdalnok (Epthianura aurifrons)

## Előfordulásuk
Ausztrália területén honosak. Természetes élőhelyeik a szubtrópusi és trópusi nyílt területek, tengerpartok, mocsarak és tavak környékén, valamint szántóföldek.

## Megjelenésük
Testhosszuk 11-13 centiméter közötti.

## Életmódjuk
Főleg rovarokkal táplálkoznak.